# Шарэбан
Шарэба́н (арм. Շարեբան), или шараба́н (арм. Շարաբան), — армянская шуточная народная песня-пляска. Записаны различные варианты танца от выходцев из Васпуракана, Шатаха, Алашкерта и Айоц дзора.

## Этимология
Название пляски происходит от глагола шарабанэ́л (арм. շարաբանել), которое характеризует поворот торсом. Согласно другой версии, название танца происходит от ныне устаревшего мужского имени Шарэбан, которое, вероятно, связано с упоминаемым в армянской рукописи 1655 года именем Шарапхан.

## Исполнение
Данная пляска, наряду с плясками шарафани, шарафун, описывается как медленная, постепенно ускоряющаяся, но темп её при этом не доходит до умеренного.
Танцу свойственны построение в ряд, крутые повороты торса в сторону шагающей ноги, глубокие пригибы колен, напряжённое качание рук. Эти элементы пляски позволяют охарактеризовать её как эпическую с трагическим скорбным содержанием.